# Tiệm hồng

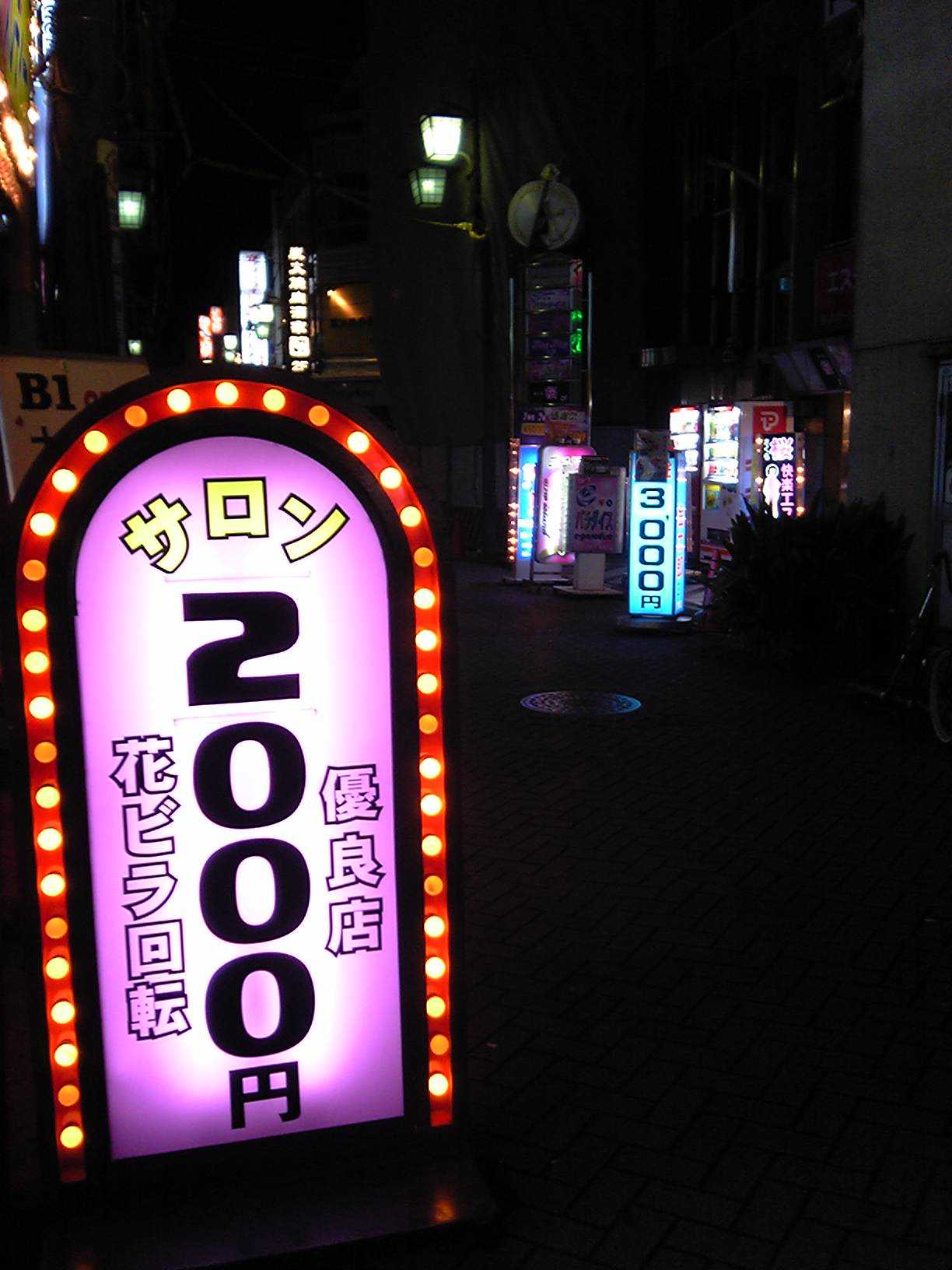
Tiệm hồng ở Nhật Bản

Tiệm hồng hay pink salon (ピンクサロン pinkusaron), pinsaro (ピンサロ) là một loại nhà chứa chuyên về hoạt động tình dục bằng miệng ở Nhật Bản.
Tiệm hồng lách luật phòng chống mại dâm của Nhật Bản bằng cách phục vụ thức ăn, không có phòng riêng và phòng tắm, và giới hạn hoạt động mại dâm bằng cách chỉ cung cấp dịch vụ liếm dương vật. Cũng có thể có một số hoạt động bổ sung như cho phép khách dùng tay tiếp xúc âm hộ hoặc mát xa dương vật bằng hai đùi (được gọi là sumata). Tiệm hồng có mặt trên khắp Nhật Bản và phụ nữ làm việc trong đó có thể phục vụ cho hàng chục người đàn ông cho mỗi ca.
Tiệm hồng còn có dịch vụ được gọi là mizu shobai, tức là những nữ tiếp viên khiêu dâm thực hiện các cuộc trò chuyện tình dục với khách hàng nam giới, tuy nhiên hầu hết các tiệm hồng đều kết hợp kinh doanh hoạt động tình dục.

## Bối cảnh
Từ thế kỷ 18 và 19, quan hệ tình dục ngoài hôn nhân là một tội phạm nghiêm trọng đã dẫn tới một phong trào bài trừ tình trạng mại dâm ở Nhật Bản. Quy định này nhằm mục đích bảo vệ "tiêu chuẩn đạo đức" tốt đẹp của xã hội.
Nhưng trong thời hiện đại, phụ nữ có thể sử dụng giới tính để kiếm tiền. Cơ chế này không cho phép phụ nữ bán dâm công khai, mà doanh nghiệp chỉ có thể hoạt động khi cải trang và tuân thủ theo hướng dẫn cụ thể của pháp luật.

## Luật
Các tiệm hồng có thể hoạt động hợp pháp tại Nhật theo luật mại dâm của đất nước. Bộ luật quy định một cách rõ ràng là chỉ trừng phạt người trả tiền cho quan hệ tình dục có giao hợp. Các quan chức ở Nhật Bản không thể truy tố các dịch vụ tình dục khác bao gồm quan hệ tình dục như quan hệ tình dục qua đường miệng và hậu môn. Các doanh nhân đã sử dụng lỗ hổng pháp lý này bằng cách điều hành các tiệm hồng và cung cấp dịch vụ quan hệ tình dục bằng đường miệng. Thông qua các cơ sở như tiệm hồng ở Nhật Bản, hình thức mại dâm này đã phù hợp với những quy định của luật mại dâm và tạo ra việc làm cho một số phụ nữ. Từ gái mại dâm, họ đã biến thành nhân viên được trả lương để cung cấp dịch vụ cá nhân cho khách hàng.

## Điều kiện làm việc
Phụ nữ làm việc trong các tiệm hồng phải thực hiện nhiều hành vi tình dục trong giờ làm việc. Tiệm hồng tạo điều kiện cho phụ nữ kiếm được tiền lương hợp pháp bằng cách cung cấp các sở thích tình dục, môi trường làm việc của họ phải cũng ít áp lực. Người sử dụng lao động của tiệm hồng hầu như giữ lại phần lớn số tiền mà khách hàng trả và để lại một ít cho nhân viên.